# Yesterday Dreamer
「Yesterday Dreamer」（イエスタデイ・ドリーマー）は、1988年11月26日にトーラスレコードからリリースされた早見優の24枚目のシングル。

## 概要
1988年12月4日発売の13thアルバム『MOMENTS』からの先行シングル。B面曲「Heartbreak Call」はアルバム未収録曲となっている。
前年に発売されたシングル「ハートは戻らない」のオリジナル歌手である Lady Lily (Erica Bruhn) が楽曲を提供している。
テレビ番組ではThe JG'sによるリミックス・バージョンで歌唱することもあった。但し、リミックス・バージョンの音源は未発売である。

## 収録曲
1. Yesterday Dreamer
作詞：D. Votion, Erika Bruhn / 作曲：Christian Bruhn（ドイツ語版） / 日本語詞：三浦徳子 / 編曲：奈良部匠平
2. Heartbreak Call
作詞：吉元由美 / 作曲：羽田一郎 / 編曲：KAZZ TOYAMA（英語版）